# Echenevex
Echenevex – miejscowość i gmina we Francji, w regionie Owernia-Rodan-Alpy, w departamencie Ain.

## Demografia
Według danych na styczeń 2012 r. gminę zamieszkiwały 1893 osoby, a gęstość zaludnienia wynosiła 115,1 osób/km².